# World of Tomorrow (película de 2015)
World of Tomorrow es una serie de cortometrajes animados de ciencia ficción de vanguardia escrita, dirigida, producida, animada y editada por Don Hertzfeldt. La serie comenzó con World of Tomorrow (2015), a la que siguió el episodio dos de World of Tomorrow: The Burden of Other People's Thoughts (2017) y el episodio tres de World of Tomorrow: The Absent Destinations of David Prime (2020).
La serie presenta la voz de Julia Pott, frecuentemente junto a la sobrina de cuatro años de Hertzfeldt, Winona Mae, quien fue grabada mientras dibujaba y jugaba. Sus reacciones y preguntas vocales espontáneas y naturales luego se editaron en la historia para crear su personaje.
La primera película fue nominada a Mejor Cortometraje de Animación en los Premios de la Academia de 2015. Además recibió una nominación a Mejor película animada en 13° edición de los Premios de la Sociedad Internacional de Cinéfilos.

## Premios y nominaciones
- Gran Premio del Jurado a Cortometraje, Festival de Cine de Sundance
- Mejor Cortometraje de Animación, South by Southwest
- Mejor Cortometraje de Animación, Premios Annie
- Premio Visionario Steven Goldmann, Festival de Cine de Nashville
- Gran Premio, Anifilm Třeboň
- Mejor Película, Festival de Animación Fantoche
- Golden Zagreb por Creatividad y Logros Artísticos, Animafest Zagreb
- Mejor Guion, Festival de Animación de Ottawa
- Premio del Público, Festival de Animación de Ottawa
- Premio del Público, Festival Internacional de Cine de Animación de Annecy
- Distinción Especial del Jurado, Festival Internacional de Cine de Animación de Annecy
- Gran Premio del Jurado, Festival de Cine de St. Cloud
- Premio al Mérito Científico, Imagine Science Film Festival
- Mejor Cortometraje, Festival Internacional de Cine Independiente de Buenos Aires
- Mejor Cortometraje de Animación, Festival Internacional de Cine de Dallas
- Mejor Cortometraje de Animación, Festival de Cine de Omaha
- Mejor Cortometraje de Animación, Festival de Cine de Sarasota
- Premio del Público, Cortometrajes Independientes de Viena
- Premio del Público, Festival de Cortometrajes de Glasgow
- Premio del Público, Festival de Cine Independiente de Boston
- Premio del Público, Festival de Cine Flatpack
- Premio del Público, Festival Internacional de Cine de Animación de Montreal
- Mención Especial del Jurado, Festival de Cine Regard Sur Le Court
- Mención Especial del Jurado, Festival Internacional de Animación Fest Anča
- Mejor Película de Animación, Festival de Cine Teatro Alhambra
- Mención de Honor, Prix Ars Electronica
- Premio del Jurado,[5] Utopiales
- Mejor Cortometraje de Animación, Premios Annie
- 88th Academy Awards : Premio de la Academia al Mejor Cortometraje de Animación (nominación).[6]

### World of Tomorrow
- World of Tomorrow en Internet Movie Database (en inglés).

- Datos: Q20676959